# Macabre (2009)
Macabre ist der erste indonesische Backwood-Horror. Die Regie des im Jahr 2009 gedrehten Films führten Kimo Stamboel und Timo Tjahjanto, die auch als The Mo Brothers bekannt sind.

## Handlung
Adije sucht gemeinsam mit seiner hochschwangeren Ehefrau Astrid und einigen Freunden seine Schwester Ladya auf, die als Kellnerin in einem Restaurant in Bandung arbeitet. Die beiden haben kaum noch Kontakt, nachdem ihre Eltern bei einem Autounfall ums Leben gekommen sind. Ladya macht Adije für den Unfall verantwortlich. Dennoch will sich Adije von ihr verabschieden, denn er will morgen nach Sydney fliegen, um dort einen neuen Job anzunehmen. Ihre Freunde Alam, Eko und Jimmy wollen sie bis zum Flughafen begleiten. Astrid überredet auch Ladya dazu, mitzukommen.
Auf einem Rastplatz begegnen sie einer jungen Frau namens Maya. Sie gibt an, auf dem Weg nach Jakarta überfallen worden zu sein. Nach einer kurzen Diskussion regt Astrid an, sie nach Hause zu bringen. Maya führt sie zu einem abgelegenen Haus und stellt die Freunde ihrer Mutter Dara vor. Sie und ihre beiden Brüder Adam und Arman begrüßen die Retter. Dara drängt darauf, dass die Freunde als Dankeschön für die Rettung zum Abendessen bleiben. Adije und Astrid verzichten dankend und ruhen sich in einem Gästezimmer aus. Die anderen bleiben, trinken mit Drogen versetzten Rotwein und verlieren kurz nacheinander das Bewusstsein. Eko zieht sich mit Maya in ihr Zimmer zurück und wird kurz darauf ohnmächtig. Alam wacht am Essenstisch auf und Maya will auch ihn verführen. Als er sie abweist, greift sie ihn mehrmals mit einem Messer an. Es kommt zu einem Zweikampf und Alam kann fliehen. Kurz darauf wird er jedoch von Mayas Bruder Adam angegriffen und mit scheinbar übermenschlichen Kräften schwer verletzt. Adije und Astrid hören von der Auseinandersetzung und werden von Adam ebenfalls verfolgt. Adam bekommt Adije zu fassen und bricht ihm den Knöchel, während Astrid in das Zimmer im Obergeschoss fliehen und sich dort verbarrikadieren kann. Sie horcht an der Tür, um herauszufinden, was Adam auf der anderen Seite vorhat, während er ihr durch die Tür ein Messer in die Hand rammt. Unterdessen muss Ladya mitansehen, wie der zweite Bruder Arman den gefesselten Alam auf einer Liege mit einer Kettensäge zerteilt und einzelne Fleischstücke filetiert. Dara foltert auf dem Flur unterdessen Adije – Astrid muss sich seine Schreie hilflos im verbarrikadierten Zimmer mit anhören. Arman bereitet unterdessen Ladya vor und legt auch sie auf die Liege. Ladya kann jedoch einen gefesselten Arm befreien und Arman mit einem Messer schwer verletzen. Sie kann Eko und Jimmy von den Fesseln befreien. Die drei fliehen durch einen Schacht ins Freie und werden dort von Maya und Adam verfolgt. Ladya wird von Dara mit einer Armbrust angeschossen und bleibt regungslos im Wald liegen. Jimmy wird getötet, während Eko schwerverletzt entkommen kann und auf einer Straße im Scheinwerferlicht eines Fahrzeugs stehen bleibt.
Astrid sieht durch ein kleines Fenster ein Ehepaar mit einem Auto heranfahren. Sie ruft um Hilfe, doch das Paar sind Bekannte von Dara, die eine Lieferung Menschenfleisch abholen. Derart geschockt bringt sie ihr Kind zur Welt. Astrid verlässt anschließend das Zimmer, um sich um Adije zu kümmern. Zwischenzeitlich schleicht sich Dara in den Raum und nimmt das Baby an sich. Sie deutet den beiden an, dass sie überleben können, wenn sie ihr das Kind überlassen. Wenn sie jedoch versuchen, das Kind zurückzubekommen, würden auch sie beide noch heute sterben. Adije greift Dara an, doch auch sie verfügt über übermenschliche Kräfte, überwältigt und würgt ihn bis zur Bewusstlosigkeit. Ladya ist ins Haus zurückgekehrt, um Adije und Astrid zu befreien. Sie wird Zeugin des Zweikampfes, bevor auch sie wieder von Arman in seine Gewalt gebracht wird.
Eko ist unterdessen vor das Fahrzeug einer Polizeistreife gelaufen, die einen Kleinkriminellen zur Wache bringen wollten. Gemeinsam fahren die vier Beamten zu Daras Haus. Dara gibt an, dass es sich bei Eko um einen Studenten handelt, der bei ihr übergangsweise wohnt. Die Beamten sind misstrauisch und möchten sich im Haus umschauen. Dabei entdecken sie einen alten Film sowie Fotografien vom Anfang des 20. Jahrhunderts. Sie zeigen Adam, Arman und Maya. Eine weitere Fotografie zeigt Dara – es ist auf das Jahr 1889 datiert. Unterdessen will Arman im Obergeschoss Ladya vergewaltigen. Ladya gelingt es, Arman mit einem spitzen Gegenstand im Auge zu verletzen. Die Beamten hören den Schrei und wollen nachschauen. In diesem Moment schaltet Adam das Licht im gesamten Gebäude aus. Die Familie um Dara tötet im Dunkeln nach und nach alle Polizisten. Doch auch Maya wurde durch die Schüsse eines Gewehrs schwer verletzt. Dara findet sie vor dem Gebäude und bricht ihrer schwerverletzten Tochter das Genick.
Ladya ist derweil wieder bei Adije, der wieder bei Bewusstsein ist und sich um seinen Sohn kümmert. Adam greift Adije an. Bei dem Zweikampf zerstören sie mehrere Gläser mit eingelegten Fleischstücken, die sich in Regalen an den Wänden befinden. Eko kommt hinzu und durchbohrt Adam mit einem Schwert, doch auch das kann ihn nicht umbringen. Ladya wirft Adam schließlich ein brennendes Feuerzeug zu und setzt damit die mit brennbarer Flüssigkeit getränkte Kleidung Adams in Brand. Als Ladya, Adije und Eko mit dem Baby das Haus verlassen wollen, werden sie erneut von Adam angegriffen und Eko stirbt. Ladya gelingt es, ihn mit einer massiven Haarnadel von Dara niederzustechen. Adije und sie trennen Adams Kopf mit einer Sichel ab. Kurz darauf greift Dara sie mit einer Kettensäge an. Sie offenbart Ladya, dass sie das Menschenfleisch benötigen, um länger zu leben. Adije greift in den Kampf ein und wird von Dara mit der Kettensäge schwer verletzt. Sie greift Ladya nun erneut an, doch kann Ladya sie mit einem Geweih zu Boden ringen und mit einer Kette würgen. Adije liegt im Sterben. Er entschuldigt sich bei Ladya und bittet sie, sich um seinen Sohn zu kümmern.
Im Morgengrauen kann Ladya endlich mit dem Baby das Haus verlassen. Sie steigt in den Polizeiwagen und will losfahren, als Dara die Scheibe des Fahrzeugs einschlägt und Ladya abermals angreift. Sie startet das Fahrzeug, fährt mit Dara los und kann sie an einem Baum abschütteln. Sie überzeugt sich, dass es dem Baby gut geht und fährt davon. In der letzten Einstellung sieht man, dass Daras Hand zuckt und sie folglich immer noch lebt.

## Kritik
Die Webseite horrorpilot.com vergleicht das Werk mit dem französischen Horrorfilm Inside. Macabre trage dabei aber „dicker auf“ und habe einen höheren Body-Count. In Summe sei der Film jedoch „trotz einiger Schwächen kein übler Film, der vor allem in der Splattergemeinde Anklang finden wird.“ Die Webseite family-of-horror.de fällt kein so gutes Urteil. Sie bewertet den Film mit 49 % und hält ihn für einen „Folter-Horrorfilm der schlechten Sorte: Komödienartiges Verhalten der glücklosen Protagonisten sowie eine ideenlose Story sorgen für Augenschmerzen beim Zuschauer.“

## Veröffentlichung
Der Film wurde im Juli 2009 auf dem Puchon International Fantastic Film Festival uraufgeführt. Er wurde in den folgenden Monaten auf mehreren ähnlichen Festivals gezeigt, beispielsweise am 4. September 2009 auf dem L’Étrange Festival in Frankreich oder am 1. April 2012 auf dem Dead by Dawn Horror Film Festival im Vereinigten Königreich. Die DVD-Premiere fand am 8. Juni 2012 in Japan und am 24. September 2012 in den Niederlanden statt.

## Auszeichnungen
- 2009: Beste Darstellerin für Shareefa Daanish auf dem Puchon International Fantastic Film Festival in Bucheon (Südkorea)